# اولیویه ناکاش و اریک تولدانو
اولیویه ناکاش (فرانسوی: Olivier Nakache‎ زادهٔ ۱۵ آوریل ۱۹۷۳ در سورزن) و اریک تولِدانو (فرانسوی: Éric Toledano‎ زادهٔ ۳ ژوئیه ۱۹۷۱ در پاریس) دو فیلم‌ساز فرانسوی هستند. فیلم دست‌نیافتنی‌ها محصول ۲۰۱۱ میلادی از آثار سینمایی شناخته شدهٔ این دو کارگردان است که جوایز متعددی از جمله جایزه بزرگ سینمای برزیل، جایزه ایمیج، جایزه رمبراند و جایزهٔ جشنواره بین‌المللی فیلم ملبورن را کسب کرد.
سامبا (۲۰۱۴) فیلم دیگری از این دو فیلم‌ساز است که جایزه بهترین فیلم اروپایی از نگاه تماشاگران را ازآن خود کرد.